# Kun solen var vidne
Kun solen var vidne (originaltitel Plein Soleil) er en fransk-italiensk thriller fra 1960. Filmens manuskript er baseret på Patricia Highsmiths roman The Talented Mr. Ripley, der også senere er filmatiseret som The Talented Mr. Ripley. Kun solen var vidne er instrueret af René Clément.

## Medvirkende
- Alain Delon (Tom Ripley)
- Maurice Ronet (Philippe)
- Marie Laforêt (Marge)